# Stibarobdella superba
Stibarobdella superba is een ringworm uit de familie van de Piscicolidae. De wetenschappelijke naam van de soort is voor het eerst geldig gepubliceerd in 1925 door Leigh-Sharpe.